# 엘 말레피시오
《엘 말레피시오》(스페인어: El maleficio)은 1983년 방영된 멕시코의 텔레노벨라이다.